# Fuseau de la Madeleine
Le fuseau de la Madeleine est un menhir situé à Pontchâteau, en Loire-Atlantique, en France.

## Description
Le fuseau de la Madeleine est un menhir en grès quartzeux blanchâtre veiné de nombreuses fissures. Il mesure 5,65 m de hauteur (Pitre de Lisle du Dréneuc l'estimait à 7 m), ce qui en fait le menhir le plus haut encore dressé du département. A 2 m au-dessus du sol, son périmètre atteint 7,70 m. La pierre d'origine a été brisée ultérieurement au sommet et sur le côté est.
Sa forme effilée est probablement à l'origine de son appellation de « fuseau » ; la Madeleine est quant à elle le nom d'un lieu-dit proche, où se situe actuellement le calvaire de Pontchâteau.

## Historique
Le menhir est classé au titre des monuments historiques dès 1889.